# 中村苑子
中村 苑子（なかむら そのこ、1913年3月25日 - 2001年1月5日）は、俳人。
静岡県伊豆市大仁町に生まれる。日本女子大学中退。1942年三橋鷹女の第一句集『向日葵』を読み俳句に親しむ。1944年より「鶴」「馬酔木」などに投句。1949年「春燈」に入会し久保田万太郎に師事。1958年高柳重信の「俳句評論」創刊に参加し、1983年の高柳の死による終刊まで同誌発行に参与。また離婚後の高柳と生活をともにしたが、正式な結婚はしなかった。
1975年、第1句集『水妖詞館』により現代俳句協会賞、1979年『中村苑子句集』により現代俳句女流賞、1994年『吟遊』で詩歌文学館賞および蛇笏賞受賞。他の句集に『花狩り』『花隠れ』などがある。代表句に「翁かの桃の遊びをせむと言ふ」「貌（かお）が棲む芒の中の捨て鏡」「春の日やあの世この世と馬車を駆り」「わが墓を止り木とせよ春の鳥」など。幽玄・夢幻的な句風で知られた。1996年に刊行した『花隠れ』を遺句集としてそれ以後は句を発表せず、同年には生前葬も挙げた。2001年、87歳で死去。戒名は水妖院吟遊佳苑大姉。